# Северен Лоуган
Северен Лоуган (на английски: North Logan) е град в окръг Кеш, щата Юта, САЩ. Северен Лоуган е с население от 6163 жители (2000) и обща площ от 17,9 km². Намира се на 1430 m надморска височина. ЗИП кодът му е 84341, а телефонният му код е 435.